# Belogorsk, Amur oblast
Belogorsk (ryska Белогорск) är en stad i länet Amur oblast i Ryssland. Den ligger vid floden Tom, och folkmängden uppgår till nästan 70 000 invånare.

## Historia
Byn Alexandrovskoje (ryska Алекса́ндровское) grundades 1860 av bosättare från den europeiska delen av Ryssland.
1923 slogs Alexandrovskoje ihop med grannbyn Bochkarevka och fick namnet Alexandrovsk (ryska Алекса́ндровск). Stadsrättigheter erhölls 1926. 1931 bytt staden namn till Krasnopartizansk (ryska Краснопартиза́нск) och igen 1936, till Kujbysjevka Vostochnaja (ryska Ку́йбышевка Восто́чная), för att 1957 få sitt nuvarande namn.